# ترهووه دوشنیکی
ترهووه دوشنیکی (به چکی: Trhové Dušníky) یک منطقهٔ مسکونی در جمهوری چک است که در شهرستان پرژیبرام واقع شده‌است.